# Citroën B14
Pour les articles homonymes, voir B14.
La Citroën B14 « Tout Acier » est présentée au Salon d'octobre 1926. Elle représente un progrès technique décisif par rapport à la B12. Elle porte le sobriquet de "Tout Acier" grâce au souhait d'André Citroën de faire disparaître le bois de la structure de ses véhicules dès 1924.
Le châssis est allégé, le moteur est plus souple et le frein au pied agit maintenant sur les quatre roues. De plus, la nouvelle boîte de vitesses est jugée plus agréable et plus fiable que sa prédécesseuse.

## Historique
En mars 1927, la B14 devient la B14F avec des freins assistés par servo Westinghouse. La vitesse de pointe atteint 80 kilomètres par heure. La gamme de carrosserie est étendue puisque le catalogue de l'époque propose :
- la torpédo (4 portes ouvertes avec capote) en versions série, luxe et commerciale,
- la conduite intérieure (4 portes, 6 glaces et malle arrière) en série, demi-luxe et luxe,
- la berline (4 portes, 4 glaces et malle arrière) en série et demi-luxe,
- la familiale (4 portes, 6 glaces et malle arrière) en luxe
- le coach (2 portes, 4 places) en série et luxe
- le cabriolet (2 portes, 2, 3 ou 4 places) en capotable ou non décapotable (ou faux cabriolet)
- le coupé de ville
- le taxi en conduite intérieure, landaulet et conduite intérieure landaulet
- la normande (utilitaire ouvert)

Au Salon 1927 apparaît le modèle B14G dont la silhouette a été affinée. Une familiale complète la gamme.
Les caractéristiques techniques :
- moteur à 4 cylindres en ligne, 1 539 cm3 avec alésage - course de 70 × 100 mm donnant 22 chevaux réels à 2 300 tr/min
Les soupapes sont latérales et le refroidissement à eau sans pompe (thermosiphon).
Allumage à avance fixe par magnéto ou voltex et batterie 6 V-60 Ah.
Carburateur Solex 26HBFG - 26GHF (B14) ou 26BFHG (B14F & B14G).
- boîte à 3 rapports non synchronisés et freins à tambour à commande mécanique avec servo - B14F & B14G. Vitesse maxi 80 km/h.
- pneu 13 × 45 Michelin Superconfort.

Ce modèle rencontra un assez grand succès compte tenu de son prix compétitif par rapport à la concurrence au prix de 22 600 francs pour la berline ou la conduite intérieure « demi-luxe ». Sa publicité efficace ainsi que son prix attractif participeront à faire de Citroën la marque la plus populaire de la décennie 1920. Près d'un tiers des véhicules circulant en France en 1926 étaient des Citroën.
Parallèlement, une version utilitaire à châssis 1 000 kg baptisé B15 sera produit, bénéficiant des mêmes perfectionnements que le modèle de tourisme.

## Classement dans le système fiscal et assurantiel français
Contrairement aux quatre modèles précédents, qui possédaient tous 10 CV, les deux moteurs du B14 n'avaient que 9 CV.